# Purple (마마무의 음반)
《Purple》(퍼플)은 대한민국의 걸 그룹 마마무의 다섯 번째 미니 음반으로, 2017년 6월 22일 발매되었다. 타이틀 곡은 〈나로 말할 것 같으면 (Yes I am)〉이다.

## 개요
- 《MEMORY》에 이어 7개월 만에 발매하는 음반이다.
- 타이틀 곡 〈나로 말할 것 같으면 (Yes I am)〉은 댄스 곡으로, 여성의 당당한 외침을 귀여운 허세로 표현한 일명 ‘큐티허세’ 콘셉트의 곡이다.[1] 이 곡의 후렴 중 ‘나로 말할 것 같으면’ 부분은 자신감이 넘치는 사람이 자신을 자랑하는 상황을 가정한 뒤, 그 말의 높낮이를 가정하여 멜로디로 만들었다.[2] 또 브릿지의 ‘나로 말할 것 같으면, 말할 것 같으면’ 부분은 가사를 랩처럼 읊은 뒤 그에 맞는 멜로디를 적당히 붙여 만들어졌다.[3]
- 3번 트랙 〈구차해〉는 문별의 솔로 곡으로, 2017년 3월 마마무 앙코르 콘서트 “2017 MAMAMOO CONCERT MOOSICAL Curtain Call”에서 선공개되었다.[4]
- 4번 트랙 〈아재개그〉는 2010년대 중반 들어 유행하고 있는 ‘아재 개그’를 가사에 채용한 곡으로, 6월 9일 V앱을 통하여 댄스 하이라이트 영상이 공개되었다.[5] 가사에 활용된 아재 개그는 팬들의 아이디어가 반영된 것으로, 팬 7명의 이름이 음반의 스페셜 크레딧에 실렸다.[4] 실물 음반과 뮤직 비디오에는 곡 도중에 개그맨 김대희와 김준호의 ‘아재 개그’가 삽입되었으나, 이 부분은 파일 형태의 디지털 음원에는 나오지 않는다.[6]
- 5번 트랙 〈다라다 (DARADA)〉는 6월 4일 발매된 휘인, 제프 버넷, 비오(B.O.)의 협업 싱글이 수록된 것으로, 사랑에 설렘을 느끼는 감정을 콧노래에 비유하여 표현하였다.[7]

## 수록곡
| #            | 제목                                          | 작사                           | 작곡                     | 편곡  | 재생 시간 |
| ------------ | --------------------------------------------- | ------------------------------ | ------------------------ | ----- | --------- |
| 1.           | 〈나로 말할 것 같으면〉 (Yes I Am)            | 김도훈, 솔라, 문별, 화사       | 김도훈                   | 3:32  |           |
| 2.           | 〈Finally〉                                   | 코스믹 사운드, 코스믹 걸, 문별 | 코스믹 사운드, 코스믹 걸 | 3:09  |           |
| 3.           | 〈구차해〉 (Solo. 문별)                       | 문별, 박우상                   | 박우상                   | 3:13  |           |
| 4.           | 〈아재개그〉 (Narr. 김대희, 김준호)           | 김도훈, 솔라, 문별, 화사       | 김도훈, 솔라, 화사       | 3:31  |           |
| 5.           | 〈다라다〉 (DARADA) (휘인, Jeff Bernat, B.O.) | B.O.                           | 파이어뱃, B.O.           | 3:57  |           |
| 총 재생 시간 | 총 재생 시간                                  | 총 재생 시간                   | 총 재생 시간             | 17:20 |           |

## 차트
| 차트 (2017)                 | 최고 순위 |
| --------------------------- | --------- |
| 대한민국 (가온 차트 ‘주간’) | 2         |
| 대한민국 (가온 차트 ‘월간’) | 5         |
| 대한민국 (가온 차트 ‘연간’) | 65        |